# دوايت بينتون
دوايت بينتون (بالإنجليزية: Dwight Benton)‏ هو رسام أمريكي، ولد في 9 سبتمبر 1834 في نيويورك في الولايات المتحدة، وتوفي في 7 أبريل 1903 في لاتسيو في إيطاليا.